# مارماهی بزرگ آرژانتینی
مارماهی بزرگ آرژانتینی (نام علمی: Conger orbignianus) نام یک گونه از سرده مارماهی‌های بزرگ است.